# Erwin Gigas
Erwin Friedrich Oswald Gigas (* 3. Juni 1899 in Warmbrunn, Schlesien; † 28. Januar 1976 in Málaga, Spanien) war ein deutscher Geodät, Geophysiker, Erfinder und Messtechniker. Als langjähriger Leiter des Frankfurter Instituts für Angewandte Geodäsie machte er sich u. a. für den Zusammenschluss der europäischen Vermessungsnetze zum Europanetz verdient.

## Leben
Erwin Gigas besuchte die Oberrealschule in Berlin-Schöneberg, studierte 1918 bis 1923 an der Technischen Hochschule Berlin und 1926 bis 1927 an der Landwirtschaftlichen Hochschule Berlin. An der TH war er Assistent und 1927/28 Dozent. 1928 wurde er Regierungsrat und 1938 Oberregierungsrat am Berliner Reichsamt für Landesaufnahme, das sich – unabhängig von seiner teilweise politischen Ausrichtung – das Verdienst erwarb, einen wesentlichen Beitrag zur späteren Vereinheitlichung der mitteleuropäischen Vermessungsnetze, für das ED50 und das Europanetz zu leisten.
Als bald nach Kriegsende die US-Heeresvermessung in Bamberg das Institut für Erdmessung gründete, wurde Gigas zu dessen Leiter bestellt. Das größte Projekt dieses Forschungsinstituts war die Fertigstellung des im Dritten Reich begonnenen Zentraleuropäischen Netzes über Mitteleuropa, das 1949 publiziert wurde.
1950 wurde er Direktor eines neu gegründeten vermessungstechnischen Akademieinstituts in Frankfurt am Main (siehe Institut für Angewandte Geodäsie). Im Jahr 1957 erhielt er einen bedeutenden Lehrauftrag am neuen Bonner Institut für Theoretische Geodäsie von seinem dorthin berufenen früheren Konkurrenten Prof. Helmut Wolf. Die Lehrveranstaltung hieß „Physikalisch-geodätische Messmethoden“ und Gigas erweiterte sie in den sechziger Jahren zu dem 1966 erschienenen Lehrbuch gleichen Namens. Es behandelt das sich stark erweiternde Gebiet der verschiedensten Messverfahren auf originelle, ungewohnt vielfältige Weise und ist bis heute – trotz zwischenzeitlicher Revolution in der Elektronik, der  EDM und der Raumfahrt – ein wichtiges Nachschlagewerk.
In den 1950er-Jahren entwickelte er Prototypen für die Elektrooptische Entfernungsmessung und den IfAG-Distanzmesser, in den Folgejahren den motorisierten Gigas-Theodolit, einige Spezialinstrumente für die Geodätische Astronomie sowie einen Kinetheodolit mit automatischer Zeitmessung für die visuelle Satellitenbeobachtung.
1964 wurde Prof. Gigas, dessen Arbeiten auch in der mehrbändigen Serie Handbuch der Vermessungskunde ihren Niederschlag finden, in München aus dem aktiven Berufsleben verabschiedet. Im darauffolgenden Jahr wurde er Leiter der Entwicklungshilfe in Zentralamerika. 1966 bis 1969 arbeitete er als Forschungskartograph für die U.S. Coast and Geodetic Survey.
Am 6. Februar 1953 erhielt Gigas die Ehrendoktorwürde der Technischen Hochschule Hannover, später das Bundesverdienstkreuz 1. Klasse. Er war seit 1950 korrespondierendes Mitglied der Akademie der Wissenschaften Tucuman, Argentinien, seit 1963 Ehrenmitglied der Soc. Brasileira Cartogr. Rio de Janeiro und seit 1965 Commander des Ordens del Quetzal, Guatemala. Außerdem war er Mitglied der Deutschen Geodätischen Kommission, der Deutschen Gesellschaft für Kartographie, der Deutschen Gesellschaft für Photogrammetrie, der Royal Scottish Geographical Society und Ehrenmitglied des Deutschen Vereins für Vermessungswesen.
Gigas heiratete Elfriede Müller, mit der er vier Kinder hatte.

## Schriften
- Physikalisch-geodätische Messverfahren. 502 S., Dümmler-Verlag, Bonn 1966
- Geodätische Entfernungsmessungen. DGK Reihe B, Band 8, Frankfurt 1954.